# Puchar FSHV mężczyzn (2023)
Puchar FSHV mężczyzn 2023 – rozgrywki o Puchar Albańskiego Związku Piłki Siatkowej (Federata Shqiptare e Volejbollit, FSHV) zorganizowane w dniach 8-10 września 2023 roku. Mecze odbywały się w hali sportowej przy 9-letniej szkole Farkë e Vogël w Tiranie.
W rozgrywkach uczestniczyły cztery najlepsze zespoły mistrzostw Albanii w sezonie 2022/2023, tj. Tirana, Partizani Tirana, Erzeni oraz Vllaznia Szkodra.
Turniej składał się z półfinałów i finału. W pierwszym półfinale klub Tirana pokonał Vllaznię, natomiast w drugim drużyna Erzeni wygrała z Partizani. W finale klub Tirana pokonał w trzech setach Erzeni, zdobywając Puchar FSHV.

## System rozgrywek
W Pucharze FSHV 2023 uczestniczyły cztery najlepsze drużyny mistrzostw Albanii w sezonie 2022/2023. Rozgrywki składały się z półfinałów i finału. W półfinałach drużyny utworzyły pary na podstawie miejsc zajętych w mistrzostwach Albanii:
- para 1: 1 – 4;
- para 2: 2 – 3.

Zwycięzcy półfinałów rywalizowali w finale o Puchar Federacji. Nie był grany mecz o 3. miejsce.

## Drużyny uczestniczące
| Drużyna          | Miejsce w mistrzostwach Albanii 2022/2023 |
| ---------------- | ----------------------------------------- |
| Tirana           | 1. miejsce                                |
| Partizani Tirana | 2. miejsce                                |
| Erzeni           | 3. miejsce                                |
| Vllaznia Szkodra | 4. miejsce                                |
| Źródło:          |                                           |

## Drabinka
|  |           |                  |           |        |   |       |        |       |
|  | Półfinały | Półfinały        | Półfinały |        |   | Finał | Finał  | Finał |
|  | Półfinały | Półfinały        | Półfinały |        |   | Finał | Finał  | Finał |
|  |           |                  |           |        |   |       |        |       |
|  |           |                  |           |        |   |       |        |       |
|  | 1         | Tirana           | 3         |        |   |       |        |       |
|  | 1         | Tirana           | 3         |        |   |       |        |       |
|  | 4         | Vllaznia Szkodra | 0         |        |   |       |        |       |
|  | 4         | Vllaznia Szkodra | 0         |        |   | 1     | Tirana | 3     |
|  |           |                  |           |        |   | 1     | Tirana | 3     |
|  |           |                  | 3         | Erzeni | 0 |       |        |       |
|  | 2         | Partizani Tirana | 3         | Erzeni | 0 | 0     |        |       |
|  | 2         | Partizani Tirana |           |        |   |       |        |       |
|  | 3         | Erzeni           | 3         |        |   |       |        |       |
|  | 3         | Erzeni           | 3         |        |   |       |        |       |
|  |           |                  |           |        |   |       |        |       |

## Rozgrywki

### Półfinały
| 8.09.2023 17:00 (UTC+2) | Tirana | 3:0 (25:22, 25:19, 25:16) raport | Vllaznia Szkodra | Palestra në Shkollën 9-vjeçare Farkë e Vogël, Tirana Sędziowie: Edison Kurti i Roland Mujo |

| 8.09.2023 19:00 (UTC+2) | Partizani Tirana | 0:3 (24:26, 13:25, 13:25) raport | Erzeni | Palestra në Shkollën 9-vjeçare Farkë e Vogël, Tirana Sędziowie: Tedi Zguri i Enri Zenullari |

### Finał
| 10.09.2023 19:00 (UTC+2) | Tirana | 3:0 (25:20, 27:25, 25:21) raport | Erzeni | Palestra në Shkollën 9-vjeçare Farkë e Vogël, Tirana Sędziowie: Enri Zenullari i Endri Zguri |